# جوزپه برتولوچی
جوزپه برتولوچی (ایتالیایی: Giuseppe Bertolucci؛ ‏ ۲۷ فوریهٔ ۱۹۴۷ – ۱۶ ژوئن ۲۰۱۲) کارگردان و فیلم‌نامه‌نویس اهل ایتالیا بود. وی بین سال‌های ۱۹۷۲ تا ۲۰۱۲ میلادی فعالیت می‌کرد.
از فیلم‌های او می‌توان به زندگی عجیب است اشاره کرد.